# Dhū l-faqār

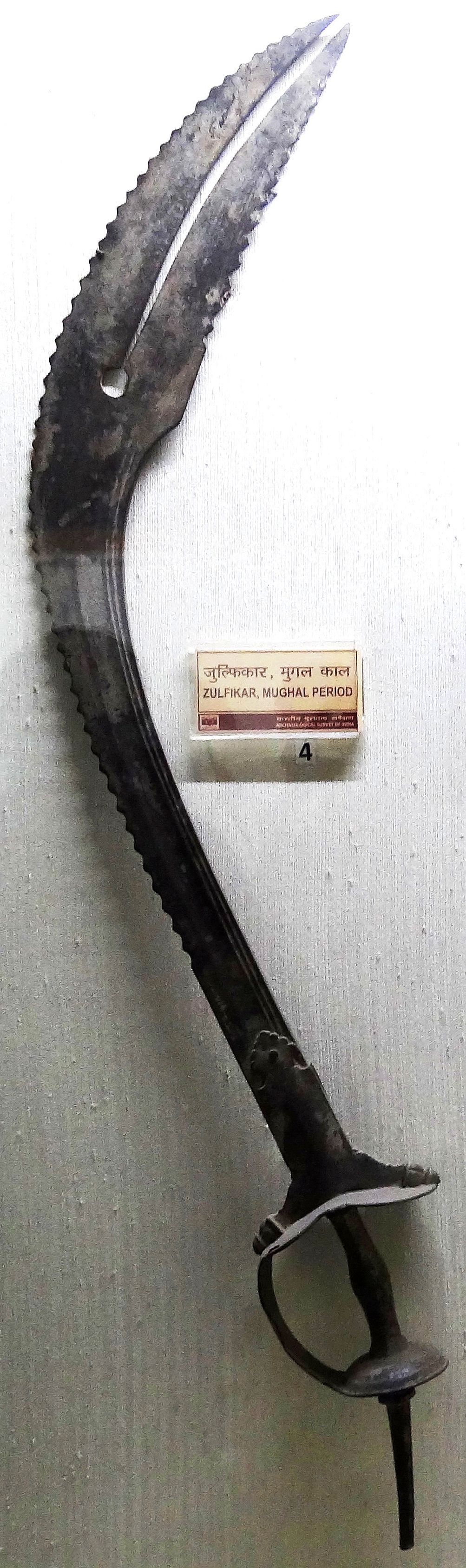
Talwar Moghul a foggia di Dhū l-faqār.

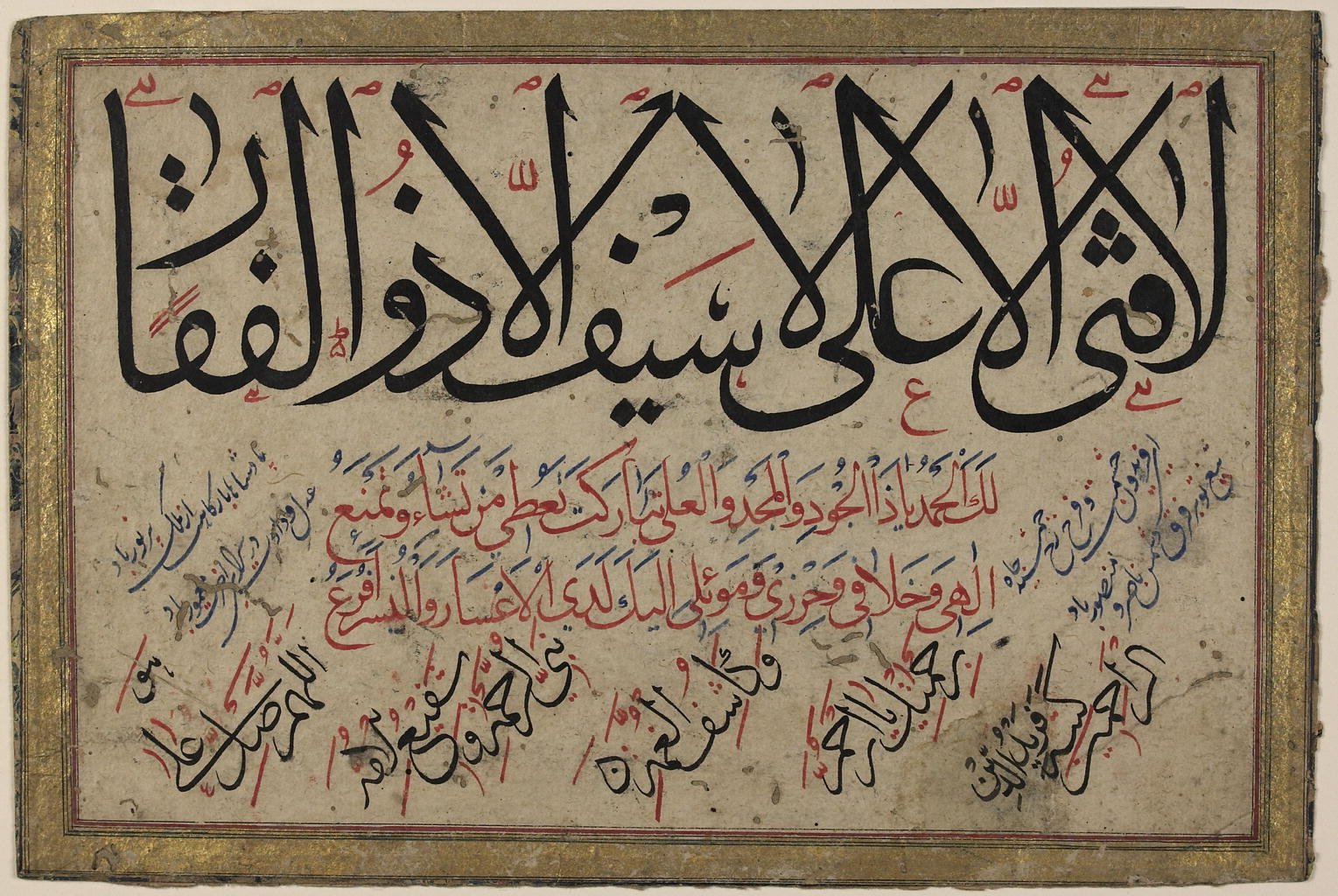
Scritta calligrafica che dice: «lā fatā illā ʿAlī wa lā sayf illā Dhū l-fiqār», cioè "Non v'è [altro] campione che ʿAlī e non v'è spada se non Dhū l-fiqār"

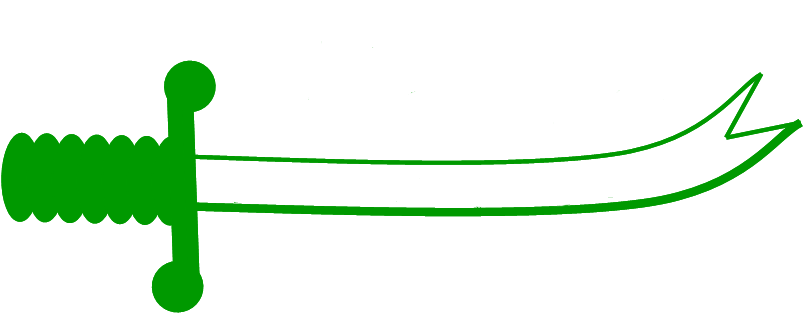
Dhū l-Fiqār, la spada del quarto Califfo sunnita e primo Imam sciita ʿAlī b. Abī Ṭālib

Dhū l-fiqār (in arabo ﺫﻭ ﺍﻟﻔﻘﺎﺭ‎?) o, più correttamente, Dhū l-faqār, è la spada a due punte che Maometto donò al cugino (e genero) ʿAlī b. Abī Ṭālib dopo averla presa, in passato,  da al-Āṣ ibn Munabbih, ucciso nella battaglia di Badr. La tradizione vuole che sulla lama della spada vi fosse incisa la frase lā sayf illā Dhū l-faqār wa-lā fatā illā ʿAlī, cioè: "non v'è spada [migliore] di Dhū l-faqār e non v'è campione [migliore] di ʿAlī", tanto che essa fu comunque incisa su numerose lame di guerrieri musulmani sciiti (ma anche di alcuni sunniti, doverosamente devoti anche al loro quarto califfo e stretto parente del Profeta).
La spada finì con l'essere scioccamente frantumata. Ereditata dal figlio Muhammad ibn al-Hanafiyya (Muḥammad b. ʿAlī b. Abī Ṭālib), giunse a Muḥammad al-Nafs al-Zakiyya, quindi al califfo abbaside al-Mahdi (Muḥammad b. ʿAbd Allāh) e infine a suo figlio al-Hadi (Mūsā b. Muḥammad) che, per saggiarla, finì per spezzarne la lama.
Il significato del nome ("quella che fende") viene inteso anche in senso figurato, volendo alludere alla capacità di ʿAlī di sceverare il Vero dal falso e il male dal Bene.
Il termine è diventato un nome proprio, in ambito islamico sciita e sunnita, seguito obbligatoriamente dal nome ʿAlī (Dhū l-faqār ʿAlī, "Dhū l-faqār di ʿAlī"). Una delle più note personalità a portare un simile nome proprio è stato il Presidente della Repubblica del Pakistan, Zulfikar Ali Bhutto, assassinato dal regime militare nel 1979, padre della Presidente del Pakistan Benazir Bhutto, uccisa in un attentato terroristico nel 2007.

## Galleria d'immagini

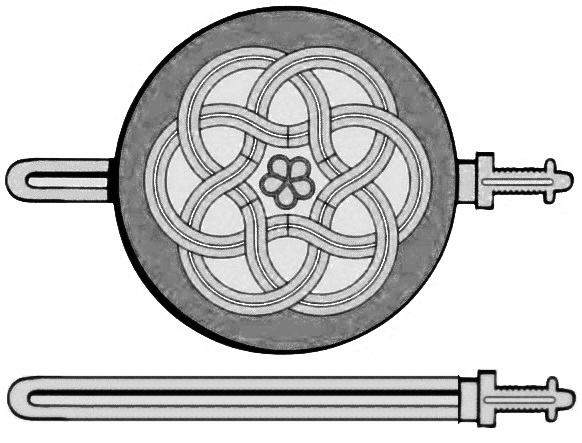
Ill. fatimide di Dhu l-fiqar (X secolo dal Cancello Bab al-Nasr del Cairo: la spada è raffigurata con la classica lama diritta.
Vessillo ottomano di Dhu l-fiqar catturato nella Battaglia di Guruslău (1601).